# Luca Frusone
Luca Frusone (Frosinone, 18 ottobre 1985) è un politico italiano.
É presidente della Delegazione parlamentare italiana presso l’Assemblea parlamentare della NATO, componente della Commissione Difesa, membro dell'Intergruppo sull'Intelligenza Artificiale e dell'Intergruppo Aerospazio.

## Biografia
Cresciuto ad Alatri, dove ha conseguito il diploma di Liceo scientifico. Laureato in Giurisprudenza presso l'Università degli Studi di Roma "La Sapienza", ha conseguito il master di II livello in Studi Internazionali Strategico-Militari presso l'Università di Torino e partecipato alla 73ª sessione IASD presso il Centro alti studi per la difesa

### Attività politica
Ha iniziato il suo percorso nel Movimento 5 Stelle nel 2009 seguendo Beppe Grillo e in quell'anno ha iniziato a frequentare i gruppi romani per approfondire il tema della democrazia diretta. Nel 2011 ha creato un meetup ad Alatri

e la prima rete meetup in provincia di Frosinone. Da quel momento parte il suo impegno politico all'interno del Movimento 5 Stelle.
È stato iscritto al Gruppo Parlamentare del M5S, ha contribuito alla stesura dei programmi elettorali, alla strutturazione delle linee di azione politica del Movimento e al lavoro Parlamentare all’interno della IV Commissione.

#### Elezione a deputato
Alle elezioni politiche del 2013 viene eletto deputato della XVII legislatura della Repubblica Italiana nella circoscrizione XVI Lazio 2 per il Movimento 5 Stelle.
In quella legislatura è stato membro della Commissione Difesa, dove ha ricoperto il ruolo di capogruppo del Movimento 5 Stelle.
È stato membro e capogruppo per il Movimento del Comitato parlamentare di Controllo sull’Attuazione dell’Accordo di Schengen, del Comitato di Vigilanza sull’attività di Europol, e sul Comitato di Controllo e Vigilanza in materia di Immigrazione ed ha fatto parte della Delegazione parlamentare italiana presso l’Assemblea parlamentare NATO. All’interno del gruppo parlamentare è impegnato sui temi della Difesa e della Sicurezza, dell'Industria della Difesa e delle missioni militari all'estero, svolgendo più volte la funzione di relatore per il Documento Pluriennale Programmatico della Difesa e per i decreti legge inerenti alle missioni internazionali.
Alle elezioni politiche del 2018 viene rieletto deputato ed assume il ruolo di Presidente della Delegazione Italiana presso l'Assemblea Parlamentare della NATO.
A dicembre 2019 è stato eletto “Facilitatore” sui temi della Difesa e della Sicurezza.
Il 29 gennaio 2020 è stata approvata all'unanimità in Commissione Difesa alla Camera dei Deputati la Risoluzione n.7/00248 a sua prima firma sugli alloggi di servizio militari.
Il 21 giugno 2022 abbandona il Movimento per aderire a Insieme per il futuro, a seguito della scissione guidata dal ministro Luigi Di Maio.